# Bruinbuikmiersluiper
De bruinbuikmiersluiper (Epinecrophylla gutturalis; synoniem: Myrmotherula gutturalis) is een zangvogel uit de familie Thamnophilidae (miervogels).

## Verspreiding en leefgebied
Deze soort komt voor in oostelijk Venezuela, de Guyana's en het noorden van Brazilië.

## Status
De grootte van de populatie is in 2022 geschat op 1,0-2,5 miljoen volwassen vogels. Op de Rode lijst van de IUCN heeft deze soort de status niet bedreigd.